# آویتامینوز
آویتامینوز اختلالی است که در اثر کمبود یک یا چند ویتامین ایجاد می‌شود. 
آویتامینوز در مقابل هیپرویتامینوز قرار دارد، که در اثر مصرف بیش از حد ویتامین‌های محلول در چربی ایجاد می‌شود.

## انواع
- کمبود ویتامین آ موجب گزروفتالمی و شب‌کوری می‌شود.
- کمبود تیامین موجب بری‌بری می‌شود.
- کمبود نیاسین موجب پلاگرا می‌شود.
- کمبود ویتامین ب۱۲ موجب آنمی مگالوبلاستیک می‌شود.
- کمبود ویتامین ث موجب اسکوروی می‌شود.
- کمبود ویتامین دی موجب راشیتیسم می‌شود.
- کمبود ویتامین کا موجب اختلال در انعقاد خون می‌شود.